# Грациано, Майкл

Схема сенсорного гомункула. Отмечены области мозга, ответственные за чувствительность определённых частей тела.

Майкл Стивен Энтони Грациано (род. 1967, Бриджпорт, Коннектикут, США) — американский учёный и писатель-романист, который в настоящее время является профессором психологии и неврологии в Принстонском университете. Его научные исследования направлены на нейробиологические основы сознания. Он предложил теорию «схемы внимания», объясняющую как, и ради каких адаптивных преимуществ, головной мозг относит к себе свойство осознания. Его предыдущая работа была сосредоточена на том, как кора головного мозга отслеживает пространство вокруг тела и контролирует движение в этом пространстве. В частности, он предположил, что классическая карта тела в моторной коре, изображаемая в виде гомункула, неверна, а её более корректно описывать как карту сложных действий, составляющих поведенческий репертуар. Его публикации на эту тему оказали существенное влияние на нейробиологию, но также вызвали споры. Его литературный вклад включает романы, частично основанные на его опыте в психологии и известные своим сюрреализмом и магическим реализмом. Грациано также сочиняет музыку, в том числе симфонии и струнные квартеты.

## Биография
Грациано родился в Бриджпорте, Коннектикут в 1967 году и провёл своё детство в Буффало, Нью-Йорк. Он получил степень бакалавра в Принстонском университете в 1989 году, специализируясь в психологии. Он учился в аспирантуре Массачусетского технологического института в области нейробиологии с 1989 по 1991 год, а затем вернулся в Принстонский Университет, чтобы закончить в 1996 году свою докторскую степень в нейробиологии и психологии. Он остался работать в Принстонском университете как докторант, затем как профессор неврологии и психологии.

## Вклад в нейробиологию
Грациано сделал вклад в трёх областях нейробиологии: кодирование периперсонального пространства нейронами головного мозга; как двигательная кора контролирует сложные движения и возможные нейробиологические основы сознания. Этот вклад подробно рассмотрен в разделах ниже.

## Периперсональное пространство
В 1990-е годы Грациано и Чарльз Гросс описали свойства набора мультисенсорных нейронов в мозге обезьяны. Опираясь на работу Хиваринена и коллег, а также Риццолатти и коллег, Грациано и Гросс описали сеть областей мозга, которые кодировали пространство, непосредственно окружающее тело.
Каждый из мультисенсорных нейронов реагировал на прикосновение в определённом участке — «тактильном рецептивном поле» — на поверхности тела. Каждый нейрон также реагировал на зрительный раздражитель, который находился рядом с тактильным рецептивным полем, или приближался к нему. Таким образом, «визуальным рецептивным полем» оказывался участок пространства, прилегающий к соответствующей части тела. Некоторые нейроны реагировали на источники звука, расположенные рядом с тактильным рецепторным полем. некоторые нейроны также реагировали мнемонически, активизируясь при движении части тела через пространство и приближении её к запомненному расположению объекта в темноте. Деятельность этих мультисенсорных нейронов, следовательно, сигнализирует о присутствии объекта рядом с частью тела или его прикосновения к ней, независимо от того, чувствовался ли объект тактильно, был ли он увиден, услышан, или вызван в памяти.
Электростимуляция этих мультисенсорных нейронов почти всегда вызывала сложные, скоординированные движения, выглядящие как вздрагивание, либо блокирующие или защитные действия. Химическое затормаживание этих нейронов порождало состояние «стальных нервов», при котором защитные реакции были заторможены. Химическое усиление этих нейронов порождало «сверх-дёрганное» состояние, в котором любой слабый раздражитель, например, объект мягко двигающийся к лицу, вызвал полномасштабную реакцию отклонения.
В интерпретации Грациано, эти мультисенсорные нейроны образуют специализированную и широко распространяющуюся по мозгу сеть, которая кодирует пространство возле тела, вычисляет безопасные границы и помогает координировать движения относительно близлежащих объектов с акцентом на уклоняющиеся или блокирующие движения. Слабый уровень активации может ухудшить способность избегания столкновения, в то время как сильный уровень активации вызывает избыточные защитные действия.
Нейроны, кодирующие периперсональное пространство, могут также обеспечить нейробиологическую базу для психологического феномена личного пространства. Личное пространство, описанное Холлом, является гибким «пузырём» пространства вокруг каждого человека, который тот защищает от вторжения других людей.
Периперсональные нейроны могут также играть центральную роль в схеме тела — внутренне рассчитываемой модели тела, существование которой впервые предложили Хэд и Холмс в 1911 году.

## Карта действий в двигательной коре головного мозга
В 2000-е годы лаборатория Грациано получила данные, свидетельствующие о том, что двигательная кора головного мозга может не содержать простую карту мышц тела, подобную классическим описаниям вроде описанной Пенфилдом карты двигательного гомункулуса. Вместо этого двигательная кора может содержать сопоставление согласованных, поведенчески полезных действий, образующих репертуар типичных движений.
В своих первоначальных экспериментах, Грациано и его коллеги использовали мироэлектростимуляцию двигательной коры обезьян. Большинство предшествующих протоколов исследований двигательной коры использовали очень короткую стимуляцию, длящуюся, например, сотую долю секунды. Грациано применял стимуляцию длительностью полсекунды каждый раз с периодичностью, соотнесённой с поведенческой шкалой времени, для того, чтобы соответствовать типичной продолжительности движений обезьяны, когда она тянется и хватает. Последовательность более длительных стимуляций в экспериментах Грациано вызывала сложные движения, использующие множество суставов и напоминающие движения из поведенческого репертуара животного.
Например, стимуляция одного участка всегда вызывала закрытие ладони, приведение руки ко рту и открывание рта. Стимуляция другого участка всегда вызывала раскрытие ладони, разворот ладони и отведение руки, как если бы обезьяна потянулась, чтобы схватить объект. Стимуляция других участков вызывала другие сложные движения. Поведенческий репертуар животного оказывается отображён на поверхность коры.
Эта начальная работа стала спорной из-за применённого метода стимуляции в поведенчески значимом временном масштабе. Такой метод обычно не использовался при изучении двигательной коры, хотя он применялся при исследовании других областей мозга. Этот спорный момент может отчасти отвлечь от других методов исследования моторной карты. Например, компьютерное моделирование показывает, что если репертуар сложных движений обезьяны организовать в виде уплощённой карты, где подобные движения находятся рядом друг с другом, карта становится похожа на ранее известную организацию двигательной коры обезьяны.
По предположению Грациано, многие сложности строения моторной коры, такие как перекрывающиеся карты тела и множества его участков с несколько различающимися наборами свойств, могут быть результатом представления различных частей двигательного репертуара, каждой со своими специализированными вычислительными требованиями. Грациано предполагает, что его представление о карте действий не противоречит более традиционному представлению двигательной коры в виде набора полей с различными функциями. Наоборот, карта действий может помочь объяснить, почему двигательная кора разделена на функционально различающиеся области и чем обусловлено расположение полей в пространстве.
Другие исследователи с тех пор нашли подобную этологическую организацию двигательных областей коры у обезьян, полуобезьян, кошек и крыс.

## Нейробиологические основы сознания
С 2010 года лаборатория Грациано изучала нейробиологические основы сознания. Грациано предположил, что специализированный аппарат в головном мозге высчитывает функцию осознания и приписывает её другим людям в социальном контексте. В соответствии с этой гипотезой, тот же аппарат приписывает наличие функции осознания самому индивиду. Повреждение этого аппарата ведёт к нарушению самоосознания.
Предложенная «теория схемы внимания» была продиктована двумя результатами предыдущих исследований.
Во-первых, некоторые регионы коры мобилизуются в процессе социального восприятия, когда человек выстраивает модели сознания других людей. К таким регионам относятся, помимо прочего, верхняя височная борозда и височно-теменной узел обоих полушарий, но с сильным перевесом на правое полушарие.
Во-вторых, когда эти же области коры головного мозга повреждены, пациенты страдают от катастрофического разрушения собственного осознания событий и окружающих предметов. Клинический синдром одностороннего пространственного игнорирования, то есть потеря осознания одной стороны пространства, особенно глубоко проявляющаяся после повреждения верхней височной борозды или височно-теменного узла правого полушария.
Сопоставление этих двух выводов позволяет предположить, что осознание — это вычисляемая функция, выстраиваемая с помощью специализированной системы в головном мозге. Свойство осознания может быть отнесено к другим людям в контексте социального восприятия. Оно также может быть отнесено к себе, в результате порождая самоосознание. С другой стороны, сочетание этих двух предыдущих выводов, может просто означать, что эти регионы коры сталкиваются с теми же проблемами.
Какое преимущество возникает, когда человек выстраивает функцию осознания и относит её к другим людям? Для понимания и предсказания поведения других людей, полезно следить за состоянием внимания других людей. Внимание — это метод обработки данных, с помощью которого некоторые поступающие а мозг сигналы усиливаются за счёт других. В соответствии с теорией схемы внимания, ситуация, когда мозг вычисляет, что человек X осознаёт предмет Y, по сути, является моделированием состояния, в котором человек X применяет усиление внимания к сигналу Y. Сознание — это схема внимания. В рамках этой теории, тот же процесс может быть применён к самому человеку. Самоосознание — это схематизированная модель собственного внимания.

## Книги
Грациано публикует художественные романы под своим именем, но романы для детей публикуются под псевдонимом Б. Б. Вёрдж. Использование псевдонима он объясняет стремлением избежать ситуации, при которой дети случайно прочли бы его книги для взрослой аудитории. Его романы были высоко оценены за их оригинальность, яркость, и силу сюрреалистического воображения. Его книга для детей «The Last Notebook of Leonardo» («Последняя записная книжка Леонардо») выиграла в 2011 приз Moonbeam Award Архивная копия от 30 января 2022 на Wayback Machine.
Его книги:
Художественные романы:
«The Love Song of Monkey» (2008)
«The Divine Farce» (2009)
«Death My Own Way» (2012)
Детские романы (написанные под псевдонимом Б. Б. Вёрдж):
«Billy and the Birdfrogs» (2008)
«Squiggle» (2009)
«The Last Notebook of Leonardo» (2010)
Книги по нейробиологии:
«The Intelligent Movement Machine» (2008)
«God, Soul, Mind, Brain» (2010)
«Consciousness and the Social Brain» (2013)
Музыкальные издания:
«Three Modern Symphonies» (2011)
«Symphonies 4, 5, and 6» (2012)
«Five String Quartets» (2012)